# Kopparklinten
Koordinaten: 58° 16′ 35″ N, 12° 16′ 15″ O
Kopparklinten ist ein Aussichtspunkt in Trollhättan auf der linken Seite des Göta älv. Vom Kopparklinten hat man eine Aussicht über Trollhättan mit dem Hunneberg im Hintergrund. Im Zweiten Weltkrieg diente die Aussichtsplattform als Standpunkt für Luftabwehrkanonen, um das Wasserkraftwerk Olidan bei einem deutschen Angriff verteidigen zu können.

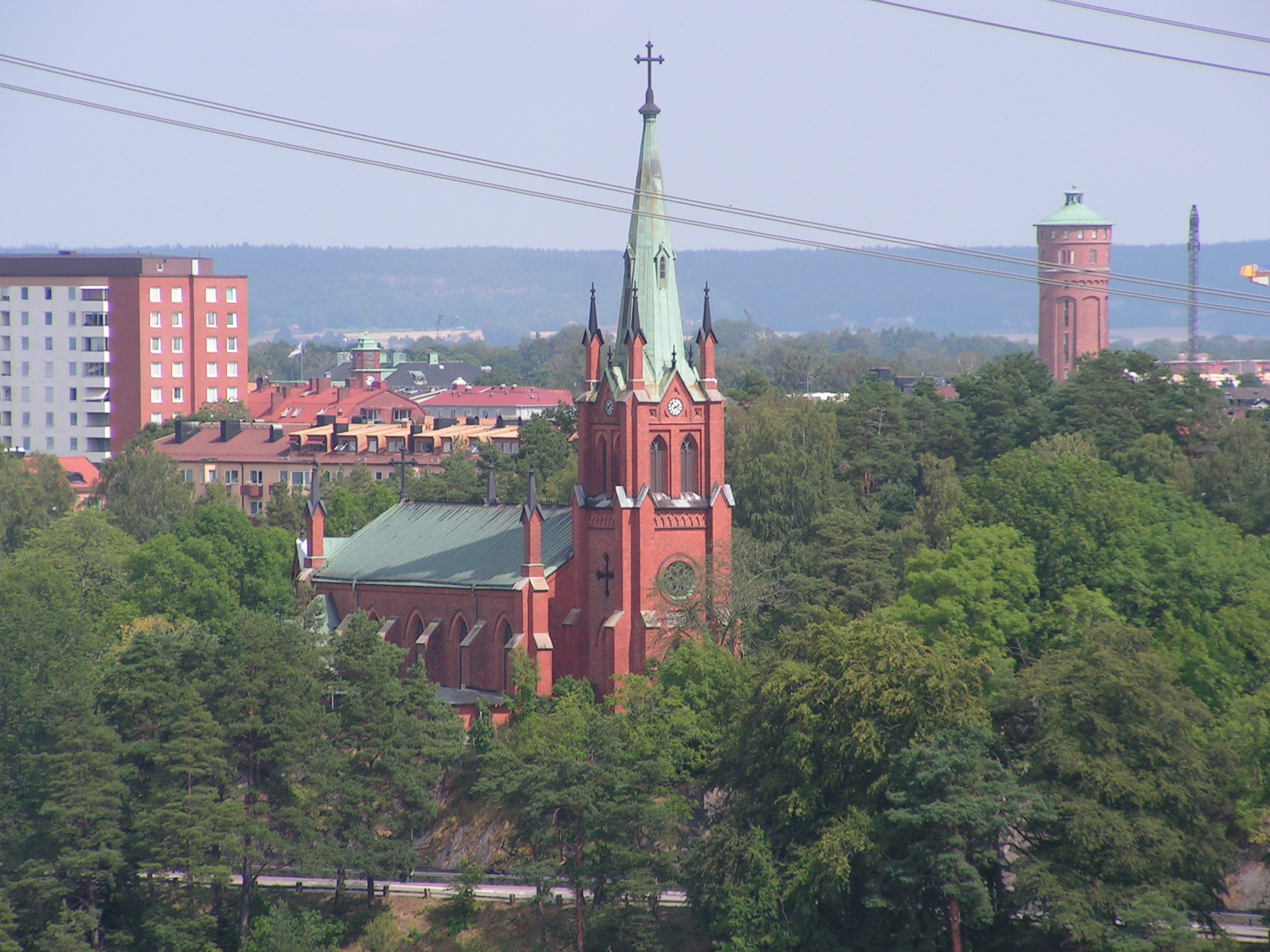
Kirche von Trollhättan fotografiert vom Kopparklinten
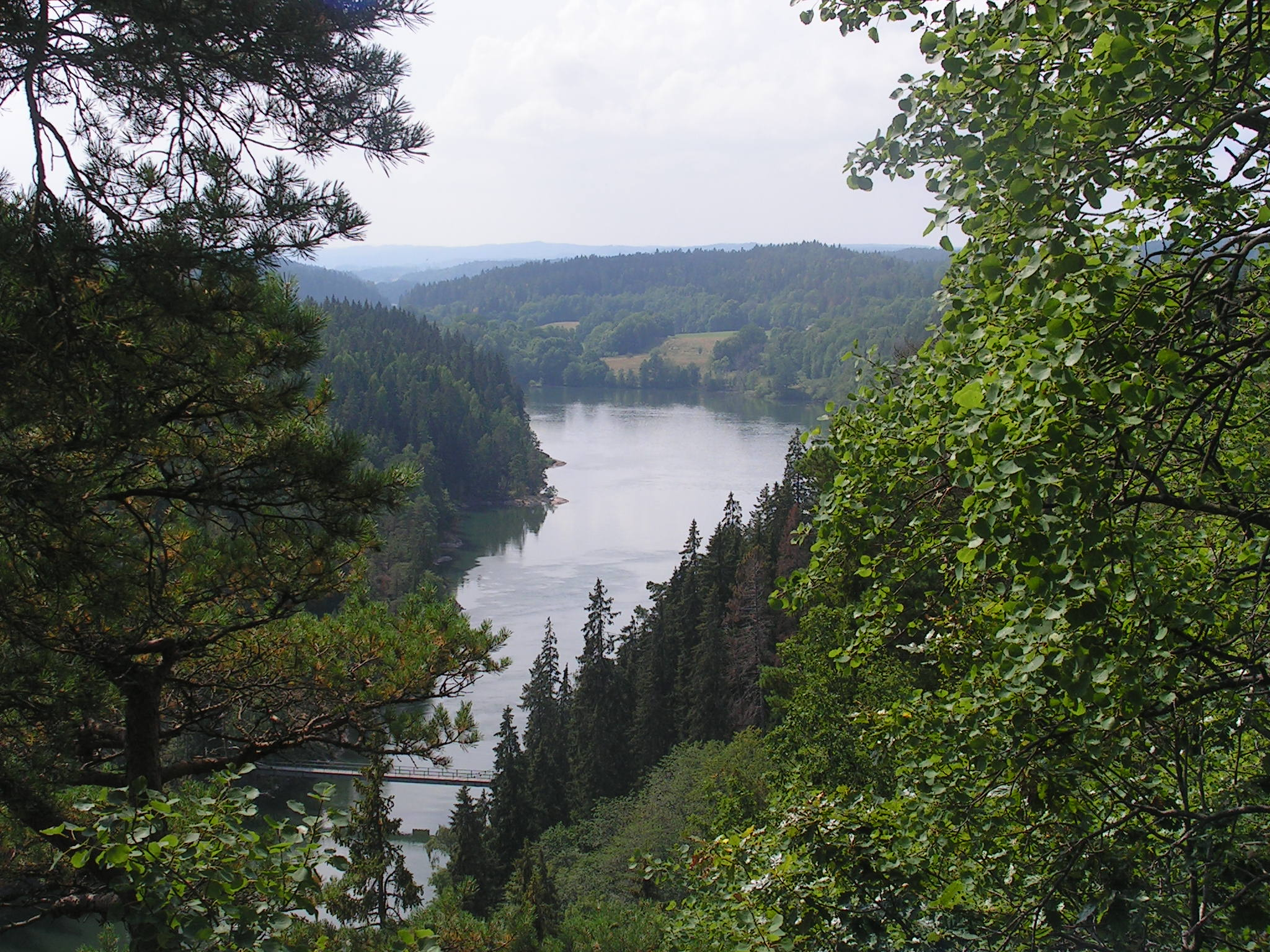
Göta älv, gesehen vom Kopparklinten
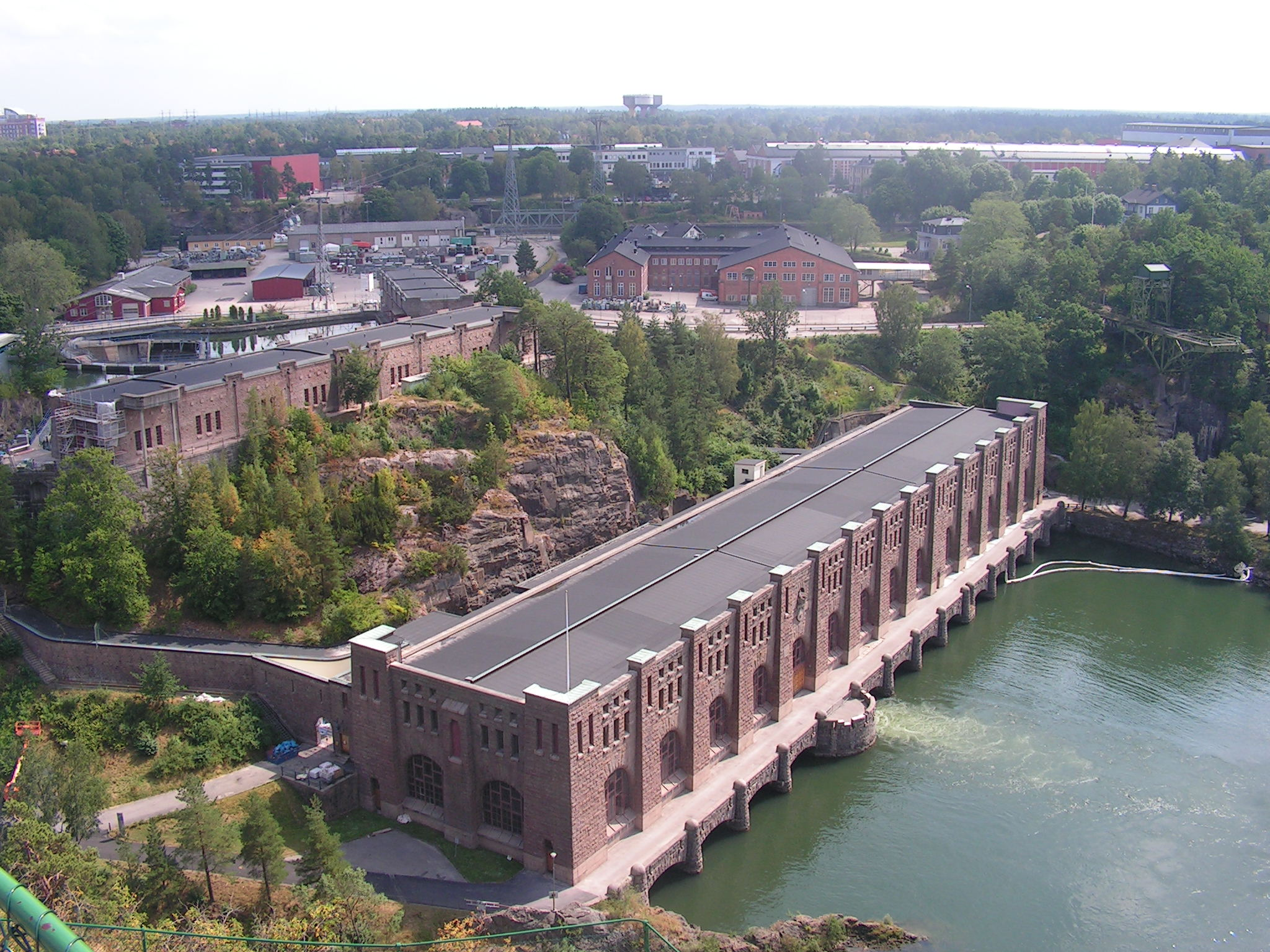
Wasserkraftwerk Olidan, gesehen vom Kopparklinten